# Großbreitenbach
Großbreitenbach är en stad i Ilm-Kreis i förbundslandet Thüringen i Tyskland.
Kommunen bildades den 1 januari 2019 när staden Großbreitenbach upphörde och gick samman med de tidigare kommunerna Altenfeld, Böhlen, Friedersdorf, Gillersdorf, Herschdorf, Neustadt am Rennsteig och Wildenspring i den nya staden Großbreitenbach.